# RuBisCO

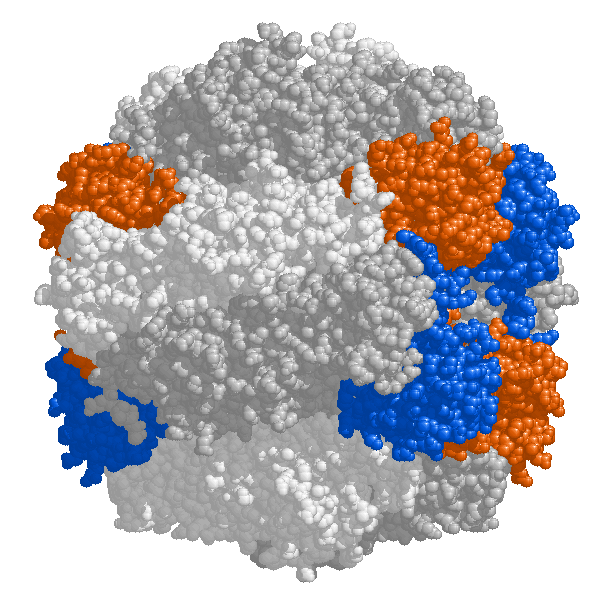
Estructura de la rubisco de eucariotas mostrando la organización de las cadenas grandes (blanco y gris) y pequeñas (azul y naranja).

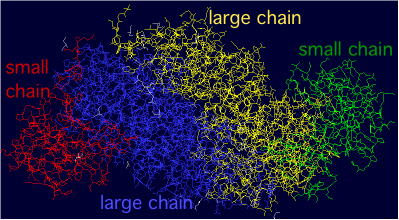
Estructura de la RuBisCO de las bacterias, con dos subunidades grandes y dos pequeñas.

La rubisco (a menudo también escrito RuBisCO), de nombre completo ribulosa-1,5-bisfosfato carboxilasa/oxigenasa, es una enzima que se encuentra en los cloroplastos de los organismos autótrofos (EC 4.1.1.39). Esta enzima tiene un doble comportamiento que justifica su nombre, catalizando dos procesos opuestos. Primero, la fijación del CO2 a una forma orgánica, lo que justifica su clasificación como carboxilasa. Segundo, la fotorrespiración, en la que actúa como oxigenasa del mismo sustrato. La rubisco es la enzima más abundante en la biosfera.

## Estructura
La rubisco que se observa en los plastos es un oligómero formado por 16 polipéptidos, que son de dos tipos, uno grande (subunidad L) y otro pequeño (subunidad S). La subunidad L contiene el sitio catalítico de esta enzima, mientras que la subunidad S ejerce función  reguladora. El sitio catalítico consta de un ion Mg2+ y una lisina que reacciona con un CO2 en el extremo de su cadena lateral. Esta estructura se observa también en cianobacterias, ya que al fin y al cabo, los estudios apuntan a que los plastos eucarióticos derivan evolutivamente de ellas por endosimbiosis. En procariontes distintos de las cianobacterias la rubisco forma agregados más sencillos, típicamente de dos subunidades grandes y dos pequeñas.

## Fijación del carbono
La rubisco cataliza el paso inicial y más significativo del ciclo de Calvin, en concreto la fijación del dióxido de carbono a una forma orgánica. En la reacción, una molécula de CO2 se une a la cadena hidrocarbonada de la ribulosa-1,5-bisfosfato, una pentosa activada energéticamente por la fosforilación de los dos carbonos situados en los extremos de la cadena. A través de un estado de transición de seis carbonos, se forman dos moléculas de ácido 3-fosfoglicérico:
El ciclo de Calvin y la fijación del CO2 por la rubisco son propios de todos los organismos autótrofos. No se dan sólo en fotosintetizadores típicos, como cianobacterias, algas eucarióticas y plantas, que realizan la fotosíntesis oxigénica, sino también en arqueas y bacterias dotadas de metabolismos fotosintetizadores o quimiosintetizadores diversos. La rubisco es responsable de la producción primaria de la que parte la circulación de energía en la biosfera. La reacción de fijación del carbono es en sí extremadamente ineficiente; y lo es más aún por la competencia con la función de oxigenasa.

## Actividad oxigenasa e ineficiencia
La rubisco cataliza también la fijación de O2 sobre la ribulosa-1,5-bisfosfato, en un proceso llamado fotorrespiración, que termina liberando CO2 y disipando energía. La concentración de O2 es en la atmósfera es 500 veces mayor que la de CO2, lo que favorece a la fotorrespiración. No obstante, incluso con la mayor concentración de oxígeno presente, la enzima es capaz de secuestrar 3-4 moléculas de dióxido de carbono por cada una de oxígeno. La ineficiencia de la rubisco la convierte, en condiciones normales, en el factor limitante de la fotosíntesis. Lo que da pie a la investigación para la modificación genética de la enzima para favorecer la productividad agrícola.